# Cornelis van Cleve
Cornelis van Cleve, Cornelis van Cleef, dit Sotte Cleef, né à Anvers en 1520 et mort en 1567, est un peintre flamand. C'est le fils du peintre Joos van Cleve.

## Biographie
Né en 1520 de Joos van Cleve et d'Anna Vijdt, il fit son apprentissage de peintre dans l'atelier de son père.
En 1555, il vendit une des deux maisons qu'il avait à Anvers afin d'obtenir des liquidités pour s'établir en Angleterre.
Pendant près de 14 ans il fut assez productif, mais il fut atteint de démence, d'où le surnom de « Sotte Cleef » qu'on lui attribua. Il fut ramené d'Angleterre à Anvers en 1560 et placé par un magistrat sous la tutelle de son gendre en 1564.
Influencé par les peintres italiens, il fit notamment des emprunts à Raphaël, à Andrea del Sarto et à Léonard de Vinci.
Dans son Schilder-boeck, Van Mander consacre un chapitre à son père, mais le confond avec son fils, d'où le titre Josse van Cleef, dit « le fou », excellent peintre d'Anvers.
Sa mort est signalée en 1567.

## Peintures

### Cornelis van Cleve
- Nativité, huile sur bois, 108,9 x 82,9 cm, The John & Mable Ringling Museum of Art, Sarasota, inv. SN201.[réf. 1]
- Adoration des Mages, huile sur panneau, 107 × 77.8 cm, Musée royal des beaux-arts d'Anvers (fig. 1).[réf. 2]
- Vierge à l'Enfant, huile sur panneau, 57,79 x 43,82 cm, Minneapolis Institute of Art, Minneapolis, inv. 69.4 (fig. 2).[réf. 3]
- Vierge à l'Enfant, huile sur panneau de chêne, 99,7 x 74 cm, Alte Pinakothek, Munich, inv. WAF489.[réf. 4]
- Sainte famille avec Élisabeth et Jean Baptiste, huile sur panneau, 74 x 95 cm, Groeninge Museum, Bruges, inv. 0000.GRO0375.I (fig. 3).[réf. 5]
- Adoration des mages, huile sur panneau, 100 x 77 cm, Musées royaux des Beaux-Arts de Belgique, Rockox house, Anvers, inv. 464.[réf. 6]

### Atelier de Cornelis van Cleve
- Vierge au Jésus dormant, huile sur bois, 81,5 x 66,6 cm, Musée Magnin, Dijon, inv. 1938E183.[réf. 7]

### Attribuée à Cornelis van Cleve
La nature du support pictural utilisé rend l'attribution hypothétique.
- Ronde féerique, huile sur toile, 51 x 63 cm, University of Aberdeen, Aberdeen, inv. ABDUA 30621.[réf. 8]
- Ronde d'enfants, huile sur toile, Musée d'art et d'histoire, Cognac (fig. 4).[réf. 9]

## Galerie

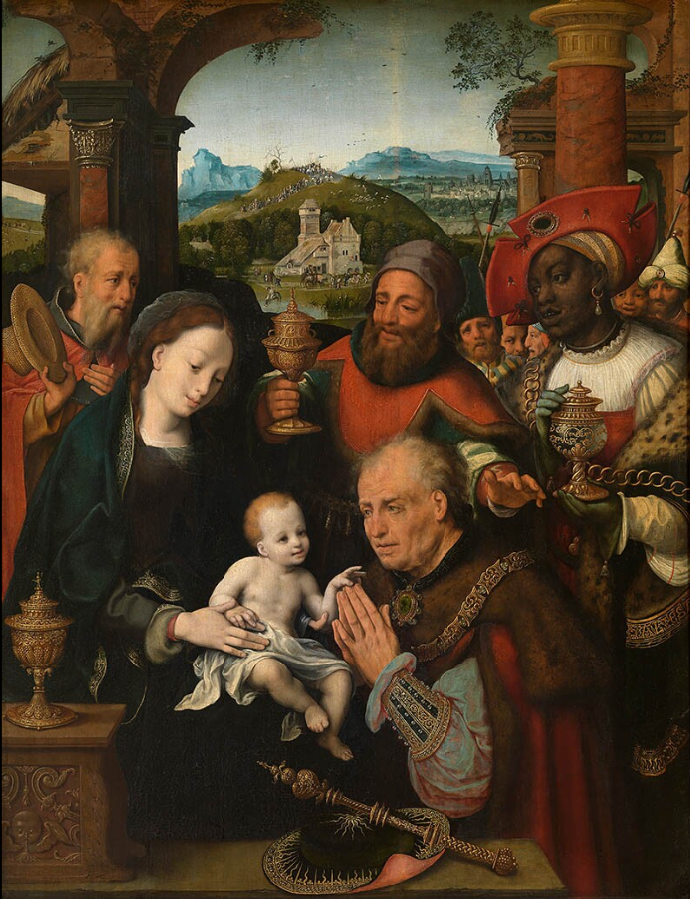
1. Adoration des Mages, Musée royal des beaux-arts d'Anvers.
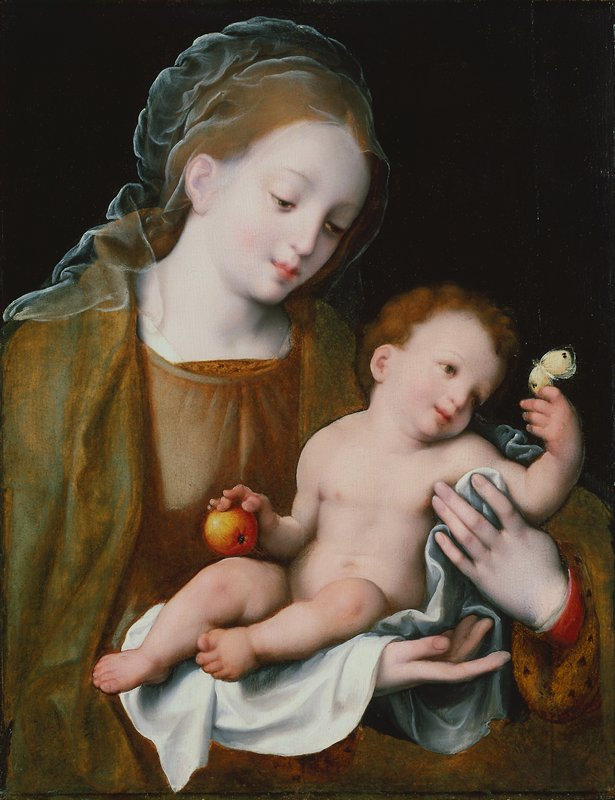
2. Vierge à l'enfant, Minneapolis Institute of Art, Minneapolis.
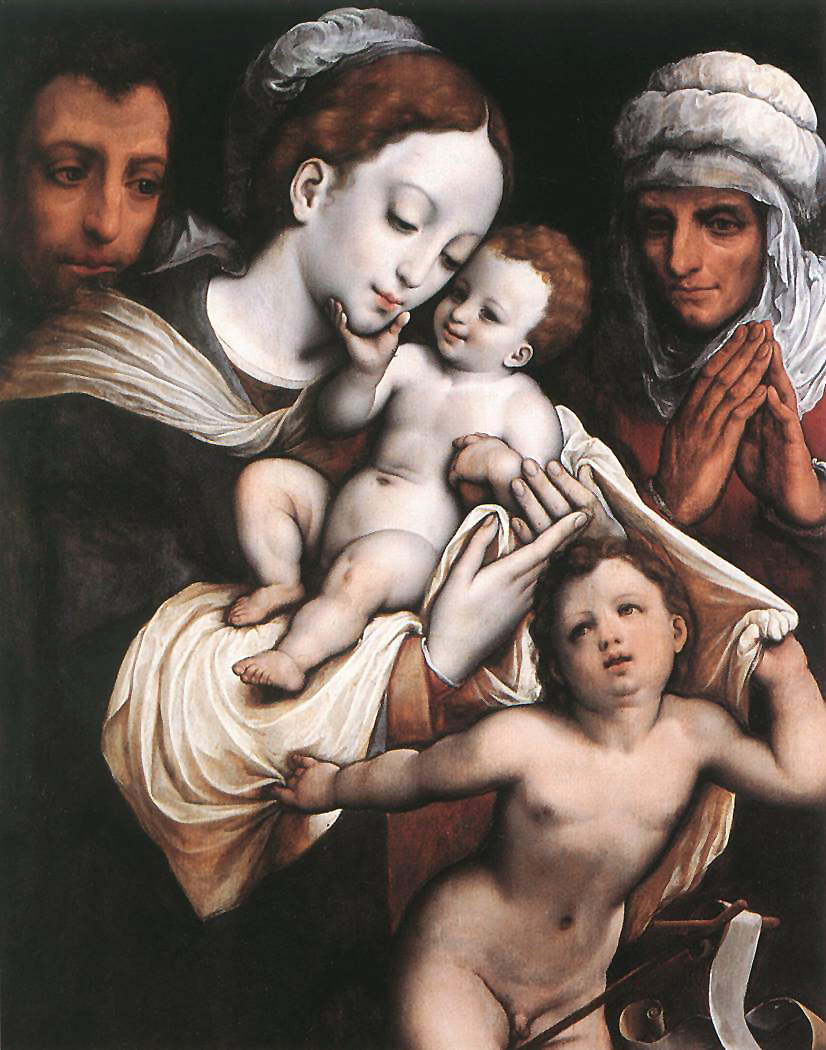
3. Sainte famille avec Élisabeth et Jean Baptiste, Groeninge Museum, Bruges.
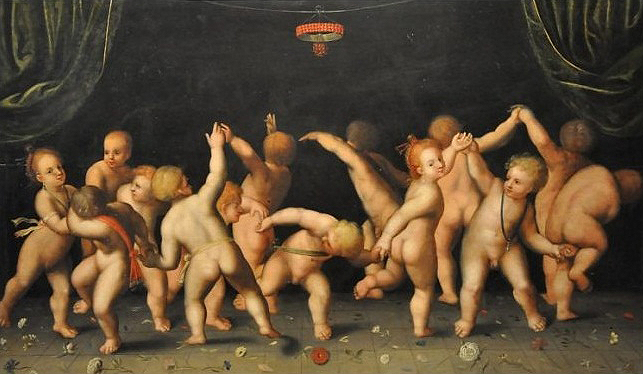
4. Ronde d'enfants, Musée d'art et d'histoire, Cognac.

### Notices d'œuvres
1. ↑  Notice du musée
2. ↑  Notice du musée
3. ↑  Notice du musée
4. ↑  Notice RMN
5. ↑  Notice Flemish Primitives
6. ↑  Informations Rockox house
7. ↑  Notice RMN
8. ↑  Notice BBC
9. ↑  Reproduction